# 逢甲大學

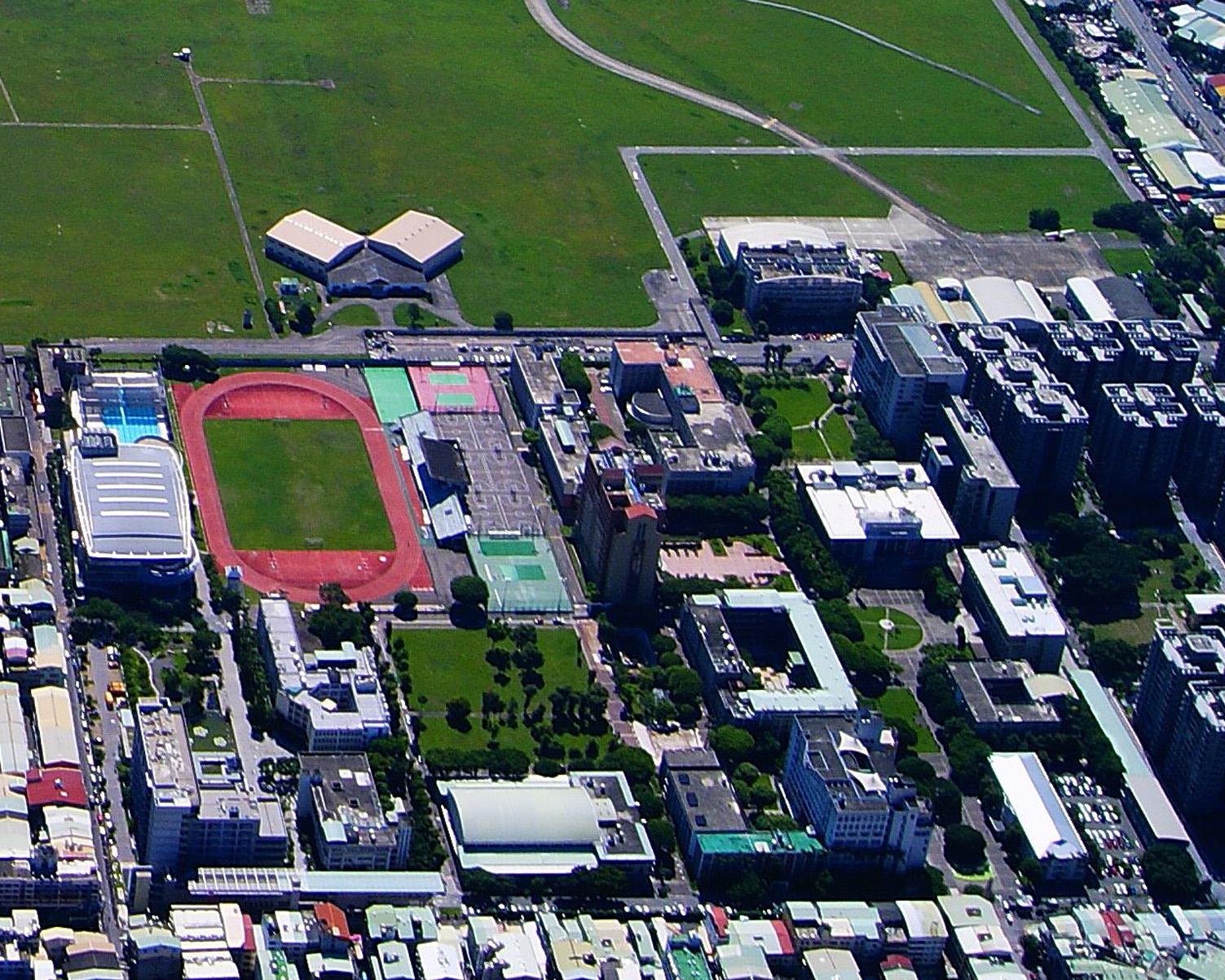
逢甲大學校本部，後方為水湳機場原址

逢甲大學（英語：Feng Chia University），原名逢甲工商學院。是一所位於臺中市西屯區的私立大學，於1961年由中臺灣仕紳為紀念丘逢甲創辦。現為優久大學聯盟、清華五校聯盟以及中臺灣大學系統之成員學校，目前在學生近2萬餘人，是中部地區學生數最多的大專院校。

## 校史
1961年，中臺灣地方仕紳與丘念台、楊亮功、蕭一山，為紀念丘逢甲開始籌辦學校。1961年2月，董事會奉准備案，董事為丘念台、楊亮功、蕭一山、凌鴻勛、陳泮嶺、賈士毅、相菊潭、藍文徵、邱樹森、李青雲、邱欽洲、陳會瑞、邱伯璘，蕭一山為董事長，陳泮嶺出任首任校長。1961年7月，獲教育部核准立案招生，校名「逢甲工商學院」，初設土木、水利、會計與工商管理四系，但學生先借北屯國小教室上課，校址設在台中市北屯區廍子里（今中臺科技大學校址），隔年8月決定遷校於西屯區現址。
- 1963年2月19日，正式遷校至西屯區校址。
- 1970年6月14日，學生會成立（至1994年5月3日法制化）。
- 1980年3月26日，增設福星校區。6月11日，改名為逢甲大學。
- 2006年9月14日，增設中科校區。
- 2018年6月14日，取得緊鄰校本部的水湳經貿園區校地，隔年3月與日本建築師隈研吾簽約為水湳新校地設計大樓。
- 2019年3月12日，成立第14個學院「創能學院」。

## 歷任校長

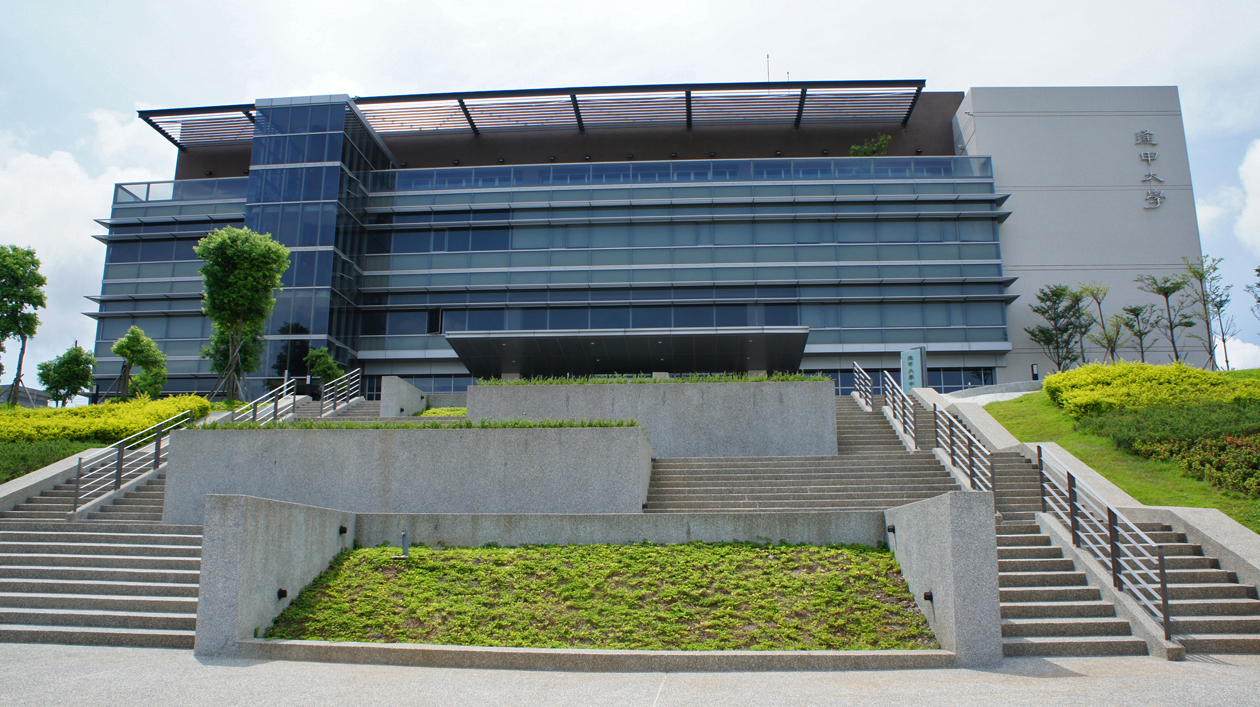
逢甲大學位於中部科學工業園區的經營管理學院及創意育成中心

| 任期             | 姓名   | 在任期間             |
| ---------------- | ------ | -------------------- |
| 逢甲工商學院時期 |        |                      |
| 1                | 陳泮嶺 | 1961年6月－1962年8月 |
| 2                | 高信   | 1962年8月－1963年1月 |
| 3                | 張希哲 | 1963年1月－1973年6月 |
| 4                | 廖英鳴 | 1973年6月－1980年6月 |
| 逢甲大學時期     |        |                      |
| 1                | 廖英鳴 | 1980年6月－1988年7月 |
| 2                | 楊濬中 | 1988年8月－1995年7月 |
| 3                | 楊濬中 | 1988年8月－1995年7月 |
| 4                | 黃鎮台 | 1995年8月－1998年2月 |
| 5                | 劉安之 | 1998年2月－2007年7月 |
| 6                | 劉安之 | 1998年2月－2007年7月 |
| 7                | 劉安之 | 1998年2月－2007年7月 |
| 8                | 張保隆 | 2007年8月－2013年7月 |
| 9                | 張保隆 | 2007年8月－2013年7月 |
| 10               | 李秉乾 | 2013年8月－2022年7月 |
| 11               | 李秉乾 | 2013年8月－2022年7月 |
| 12               | 李秉乾 | 2013年8月－2022年7月 |
| 13               | 王葳   | 2022年8月－          |

## 學校象徵

### 校訓
忠勤誠篤（忠於事、勤於學、誠於心、篤於行）。

### 校徽
中央部分的錢形標幟代表商學院，來自貝丘古錢。「貝」字為貨幣的代稱，「丘」為逢甲先生的姓氏。襯在古錢之後的齒輪圖案代表工商學院，外圍以四端突出，標示該校成立時是由土木、水利、會計、工商管理(企管)四系所構成。
改制之後，其中主要構形之齒輪與古錢不變，另外加上一個正三角形，代表理學院，三點是數理的代表符號，以點作為思索原點的基礎科學，虛線說明數與數間的關係。古錢下端的圖形結構，左邊為矩形，分叉為扁平六角形結構，代表管理學院，象徵處理事件的過程，由左端的方正處理之後趨於右端的圓融。
代表學校的文字為「逢甲大學」，後以校訓「忠、勤、誠、篤」四字置於下端。

### 校色
逢甲大學的校色是酒紅色，學士袍和學士帽的顏色皆為酒紅色。

### 吉祥物
逢甲戰神鷹（FCU the fighting eagle），身高200cm、體重85kg的大型老鷹玩偶，球衣背號61代表逢甲大學於1961年創立。

## 校園文化

### 拔河
根據逢甲校刊，逢甲大學自1970年校慶運動會開始舉辦全校拔河比賽，為逢甲的傳統。

### 文藝季
逢甲大學自1989年起，每年舉辦文藝月系列活動，並於1999年擴大為文藝季活動(3至5月)。

### 逢韻獎
由逢甲大學琴韻吉他社舉辦的「逢韻獎吉他歌唱大賽」（前身為逢甲民歌大賽），成立於1977年，為台灣大專院校最早的民歌性社團之一；現已進行到第45屆。

### 聖誕點燈
每年的12月會在圖書館前舉辦點燈活動。

## 單位組織

### 學術單位
| 工程與科學學院 | 系所名稱                   | 學士   | 碩士   | 博士   |
| -------------- | -------------------------- | ------ | ------ | ------ |
| 工程與科學學院 | 纖維與複合材料學系         | ✔      | ✔      | ✔      |
| 工程與科學學院 | 機械與電腦輔助工程學系     | ✔      | ✔      | 不適用 |
| 工程與科學學院 | 工業工程與系統管理學系     | ✔      | 不適用 | ✔      |
| 工程與科學學院 | 化學工程學系               | ✔      | ✔      | ✔      |
| 工程與科學學院 | 航太與系統工程學系         | ✔      | ✔      | 不適用 |
| 工程與科學學院 | 應用數學系                 | ✔      | 不適用 | 不適用 |
| 工程與科學學院 | 環境工程與科學學系         | ✔      | ✔      | ✔      |
| 工程與科學學院 | 材料科學與工程學系         | ✔      | ✔      | ✔      |
| 工程與科學學院 | 光電科學與工程學系         | ✔      | ✔      | 不適用 |
| 工程與科學學院 | 產業碩士專班               | 不適用 | ✔      | 不適用 |
| 商學院         | 會計學系                   | ✔      | ✔      | 不適用 |
| 商學院         | 國際經營與貿易學系         | ✔      | ✔      | 不適用 |
| 商學院         | 財稅學系                   | ✔      | ✔      | 不適用 |
| 商學院         | 合作經濟暨社會事業經營學系 | ✔      | ✔      | 不適用 |
| 商學院         | 統計學系                   | ✔      | 不適用 | 不適用 |
| 商學院         | 經濟學系                   | ✔      | ✔      | 不適用 |
| 商學院         | 企業管理學系               | ✔      | ✔      | 不適用 |
| 商學院         | 行銷學系                   | ✔      | 不適用 | 不適用 |
| 商學院         | 統計與精算碩士班           | 不適用 | ✔      | 不適用 |
| 商學院         | 全球行銷碩士班             | 不適用 | ✔      | 不適用 |
| 商學院         | 財經法律研究所             | 不適用 | ✔      | 不適用 |
| 人文社會學院   | 中國文學系                 | ✔      | ✔      | ✔      |
| 人文社會學院   | 外國語文學系               | ✔      | ✔      | 不適用 |
| 人文社會學院   | 歷史與文物研究所           | 不適用 | ✔      | 不適用 |
| 人文社會學院   | 公共事務與社會創新研究所   | 不適用 | ✔      | 不適用 |

| 工程與科學學院 | 系所名稱                   | 學士   | 碩士   | 博士   |
| -------------- | -------------------------- | ------ | ------ | ------ |
| 工程與科學學院 | 纖維與複合材料學系         | ✔      | ✔      | ✔      |
| 工程與科學學院 | 機械與電腦輔助工程學系     | ✔      | ✔      | 不適用 |
| 工程與科學學院 | 工業工程與系統管理學系     | ✔      | 不適用 | ✔      |
| 工程與科學學院 | 化學工程學系               | ✔      | ✔      | ✔      |
| 工程與科學學院 | 航太與系統工程學系         | ✔      | ✔      | 不適用 |
| 工程與科學學院 | 應用數學系                 | ✔      | 不適用 | 不適用 |
| 工程與科學學院 | 環境工程與科學學系         | ✔      | ✔      | ✔      |
| 工程與科學學院 | 材料科學與工程學系         | ✔      | ✔      | ✔      |
| 工程與科學學院 | 光電科學與工程學系         | ✔      | ✔      | 不適用 |
| 工程與科學學院 | 產業碩士專班               | 不適用 | ✔      | 不適用 |
| 商學院         | 會計學系                   | ✔      | ✔      | 不適用 |
| 商學院         | 國際經營與貿易學系         | ✔      | ✔      | 不適用 |
| 商學院         | 財稅學系                   | ✔      | ✔      | 不適用 |
| 商學院         | 合作經濟暨社會事業經營學系 | ✔      | ✔      | 不適用 |
| 商學院         | 統計學系                   | ✔      | 不適用 | 不適用 |
| 商學院         | 經濟學系                   | ✔      | ✔      | 不適用 |
| 商學院         | 企業管理學系               | ✔      | ✔      | 不適用 |
| 商學院         | 行銷學系                   | ✔      | 不適用 | 不適用 |
| 商學院         | 統計與精算碩士班           | 不適用 | ✔      | 不適用 |
| 商學院         | 全球行銷碩士班             | 不適用 | ✔      | 不適用 |
| 商學院         | 財經法律研究所             | 不適用 | ✔      | 不適用 |
| 人文社會學院   | 中國文學系                 | ✔      | ✔      | ✔      |
| 人文社會學院   | 外國語文學系               | ✔      | ✔      | 不適用 |
| 人文社會學院   | 歷史與文物研究所           | 不適用 | ✔      | 不適用 |
| 人文社會學院   | 公共事務與社會創新研究所   | 不適用 | ✔      | 不適用 |

| 資訊電機學院 | 系所名稱                   | 學士   | 碩士   | 博士   |
| ------------ | -------------------------- | ------ | ------ | ------ |
| 資訊電機學院 | 資訊工程學系               | ✔      | ✔      | ✔      |
| 資訊電機學院 | 電機工程學系               | ✔      | ✔      | 不適用 |
| 資訊電機學院 | 電子工程學系               | ✔      | ✔      | 不適用 |
| 資訊電機學院 | 自動控制工程學系           | ✔      | ✔      | 不適用 |
| 資訊電機學院 | 通訊工程學系               | ✔      | ✔      | 不適用 |
| 資訊電機學院 | 資訊電機學院學士班         | ✔      | 不適用 | 不適用 |
| 資訊電機學院 | 產業研發碩士專班           | 不適用 | ✔      | 不適用 |
| 建設學院     | 土木工程學系               | ✔      | ✔      | 不適用 |
| 建設學院     | 水利工程與資源保育學系     | ✔      | ✔      | 不適用 |
| 建設學院     | 都市計畫與空間資訊學系     | ✔      | ✔      | 不適用 |
| 建設學院     | 運輸與物流學系             | ✔      | ✔      | 不適用 |
| 建設學院     | 土地管理學系               | ✔      | ✔      | 不適用 |
| 金融學院     | 風險管理與保險學系         | ✔      | ✔      | 不適用 |
| 金融學院     | 財務金融學系               | ✔      | ✔      | 不適用 |
| 建築專業學院 | 建築專業學院學士班         | ✔      | 不適用 | 不適用 |
| 建築專業學院 | 室內設計進修學士班         | ✔      | 不適用 | 不適用 |
| 通識教育中心 | 全校國際生大一不分系學士班 | ✔      | 不適用 | 不適用 |

| 資訊電機學院 | 系所名稱                   | 學士   | 碩士   | 博士   |
| ------------ | -------------------------- | ------ | ------ | ------ |
| 資訊電機學院 | 資訊工程學系               | ✔      | ✔      | ✔      |
| 資訊電機學院 | 電機工程學系               | ✔      | ✔      | 不適用 |
| 資訊電機學院 | 電子工程學系               | ✔      | ✔      | 不適用 |
| 資訊電機學院 | 自動控制工程學系           | ✔      | ✔      | 不適用 |
| 資訊電機學院 | 通訊工程學系               | ✔      | ✔      | 不適用 |
| 資訊電機學院 | 資訊電機學院學士班         | ✔      | 不適用 | 不適用 |
| 資訊電機學院 | 產業研發碩士專班           | 不適用 | ✔      | 不適用 |
| 建設學院     | 土木工程學系               | ✔      | ✔      | 不適用 |
| 建設學院     | 水利工程與資源保育學系     | ✔      | ✔      | 不適用 |
| 建設學院     | 都市計畫與空間資訊學系     | ✔      | ✔      | 不適用 |
| 建設學院     | 運輸與物流學系             | ✔      | ✔      | 不適用 |
| 建設學院     | 土地管理學系               | ✔      | ✔      | 不適用 |
| 金融學院     | 風險管理與保險學系         | ✔      | ✔      | 不適用 |
| 金融學院     | 財務金融學系               | ✔      | ✔      | 不適用 |
| 建築專業學院 | 建築專業學院學士班         | ✔      | 不適用 | 不適用 |
| 建築專業學院 | 室內設計進修學士班         | ✔      | 不適用 | 不適用 |
| 通識教育中心 | 全校國際生大一不分系學士班 | ✔      | 不適用 | 不適用 |

#### 學位學程
| 工程與科學學院     | 名稱                                            |
| ------------------ | ----------------------------------------------- |
| 工程與科學學院     | 精密系統設計學士學位學程                        |
| 工程與科學學院     | 機械與航空工程博士學位學程                      |
| 工程與科學學院     | 電聲碩士學位學程                                |
| 工程與科學學院     | 數據科學碩士學位學程                            |
| 工程與科學學院     | 綠色能源科技碩士學位學程                        |
| 工程與科學學院     | 智能製造與工程管理碩士在職學位學程              |
| 商學院             | 國際企業管理全英語學士學位學程                  |
| 商學院             | 商學學士學位學程                                |
| 商學院             | 商學博士學位學程                                |
| 商學院             | 商學專業碩士在職學位學程                        |
| 人文社會學院       | 人文社會學士學位學程                            |
| 人文社會學院       | 文化與社會創新碩士學位學程                      |
| 資訊電機學院       | 電機與通訊工程博士學位學程                      |
| 資訊電機學院       | 生醫資訊暨生醫工程碩士學位學程                  |
| 資訊電機學院       | 資訊電機工程碩士在職學位學程                    |
| 金融學院           | 財務工程與精算學士學位學程                      |
| 國際科技與管理學院 | 澳洲塔斯馬尼亞大學 全球物流海事管理學士學位學程 |
| 國際科技與管理學院 | 澳洲墨尔本皇家理工大学 商學與創新雙學士學位學程 |
| 國際科技與管理學院 | 美國加州聖荷西州立大學 商學大數據雙學士學位學程 |
| 國際科技與管理學院 | 美國普渡大學 電機資訊雙學士學位學程             |
| 國際科技與管理學院 | 美國加州聖荷西州立大學 工程雙學士學位學程       |
| 國際科技與管理學院 | 美國加州旧金山州立大学 資訊工程雙學士學位學程   |

| 工程與科學學院     | 名稱                                            |
| ------------------ | ----------------------------------------------- |
| 工程與科學學院     | 精密系統設計學士學位學程                        |
| 工程與科學學院     | 機械與航空工程博士學位學程                      |
| 工程與科學學院     | 電聲碩士學位學程                                |
| 工程與科學學院     | 數據科學碩士學位學程                            |
| 工程與科學學院     | 綠色能源科技碩士學位學程                        |
| 工程與科學學院     | 智能製造與工程管理碩士在職學位學程              |
| 商學院             | 國際企業管理全英語學士學位學程                  |
| 商學院             | 商學學士學位學程                                |
| 商學院             | 商學博士學位學程                                |
| 商學院             | 商學專業碩士在職學位學程                        |
| 人文社會學院       | 人文社會學士學位學程                            |
| 人文社會學院       | 文化與社會創新碩士學位學程                      |
| 資訊電機學院       | 電機與通訊工程博士學位學程                      |
| 資訊電機學院       | 生醫資訊暨生醫工程碩士學位學程                  |
| 資訊電機學院       | 資訊電機工程碩士在職學位學程                    |
| 金融學院           | 財務工程與精算學士學位學程                      |
| 國際科技與管理學院 | 澳洲塔斯馬尼亞大學 全球物流海事管理學士學位學程 |
| 國際科技與管理學院 | 澳洲墨尔本皇家理工大学 商學與創新雙學士學位學程 |
| 國際科技與管理學院 | 美國加州聖荷西州立大學 商學大數據雙學士學位學程 |
| 國際科技與管理學院 | 美國普渡大學 電機資訊雙學士學位學程             |
| 國際科技與管理學院 | 美國加州聖荷西州立大學 工程雙學士學位學程       |
| 國際科技與管理學院 | 美國加州旧金山州立大学 資訊工程雙學士學位學程   |

| 建設學院     | 名稱                                                                                                   |
| ------------ | --- |
| 建設學院     | 建設規劃與工程博士學位學程                                                                             |
| 建設學院     | 智慧城市碩士學位學程                                                                                   |
| 建設學院     | 建設碩士在職學位學程                                                                                   |
| 建設學院     | 專案管理碩士在職學位學程                                                                               |
| 經營管理學院 | 經營管理碩士在職學位學程 （分為經營管理、高階管理、數位創新管理 、文化創意產業管理、建築產業管理五組） |
| 金融學院     | 金融博士學位學程                                                                                       |
| 金融學院     | 金融碩士在職學位學程                                                                                   |
| 建築專業學院 | 建築學士學位學程                                                                                       |
| 建築專業學院 | 建築碩士學位學程                                                                                       |
| 建築專業學院 | 室內設計學士學位學程                                                                                   |
| 創能學院     | 人工智慧技術與應用學士學位學程                                                                         |

| 建設學院     | 名稱                                                                                                   |
| ------------ | --- |
| 建設學院     | 建設規劃與工程博士學位學程                                                                             |
| 建設學院     | 智慧城市碩士學位學程                                                                                   |
| 建設學院     | 建設碩士在職學位學程                                                                                   |
| 建設學院     | 專案管理碩士在職學位學程                                                                               |
| 經營管理學院 | 經營管理碩士在職學位學程 （分為經營管理、高階管理、數位創新管理 、文化創意產業管理、建築產業管理五組） |
| 金融學院     | 金融博士學位學程                                                                                       |
| 金融學院     | 金融碩士在職學位學程                                                                                   |
| 建築專業學院 | 建築學士學位學程                                                                                       |
| 建築專業學院 | 建築碩士學位學程                                                                                       |
| 建築專業學院 | 室內設計學士學位學程                                                                                   |
| 創能學院     | 人工智慧技術與應用學士學位學程                                                                         |

- 跨領域學院、社會創新學院、雲創學院下未設有任何單位。
- 創新設計學士學位學程111學年度起停招。

### 研究單位
| 綠能中心 | 綠色能源發展中心 |  |

| 人文社會學院 | 唐代研究中心     | 庶民文化研究中心           |
| 人文社會學院 | 公共政策研究中心 | 亞太博物館學與文化研究中心 |

| 工程與科學學院 | 紡織與材料工業研究中心 | 碳纖維產業研究中心 | 材料研究中心 | 環境與安全衛生教育暨研究中心 |

| 金融學院 | 風險與保險事業研究中心 | 精算發展研究中心 | 金融科技研究中心 |

| 建設學院 | 地理資訊系統研究中心     | 營建及防災研究中心         |
| 建設學院 | 車輛行車事故鑑定研究中心 | 城鄉發展研究中心           |
| 建設學院 | 先進交通管理研究中心     | 專案管理與系統思考研究中心 |

| 建築專業學院 | 建築設計研究中心 |

| 商學院 | 公司治理研究中心     | 社會事業經營管理研究中心 |
| 商學院 | 企業法律諮詢研究中心 | 兩岸稅務研究中心         |
| 商學院 | 商管教育創新中心     | 環境會計研究中心         |

| 資訊電機學院 | 嵌入式系統發展研究中心   | 資通安全研究中心 |
| 資訊電機學院 | 積體電路電磁相容研發中心 | 視覺光學研究中心 |
| 資訊電機學院 | 3D列印研究發展中心       | 人工智慧研究中心 |

| 研發處 | 海峽兩岸科技研究中心         | 服務創新與行動設計中心 |
| 研發處 | 精密機械產業發展中心         | 智慧城市發展中心       |
| 研發處 | 逢甲同濟水利發展聯合研究中心 | 關鍵性材料產業發展中心 |

| 產學合作處 | 創業教育發展中心 |

| 校內其它研究中心 | 共同貴重儀器中心 | 技術授權中心     |
| 校內其它研究中心 | 創新育成中心     | 資訊技術服務中心 |
| 校內其它研究中心 | 通識教育中心     | 領導知能發展中心 |

## 學生團體

### 學生會
於1992年11月4日在學生活動中心的例會中，由學委及科委提出體制改革芻議，並由學生活動中心及學生代表會合組特別委員會來從事學生會籌備工作，在1994年5月3日經全校同學選舉產生第一屆學生會正、副會長暨學生議員。第一屆正副會長及議員於5月21日就職，6月3日正式廢除學生活動中心及學生代表會。
逢甲大學學生會依照大學法及逢甲大學組織規程等相關法規成立，採用三權分立的架構來運作，由行政中心、學生議會、評議委員會三個機構組成，所處理事務涵蓋整個校園及社團公共事務。

### 學生社團
現有170個社團，依其性質分別為自治性（系、所、學程學生會）、服務性、學藝性、康樂性、聯誼性、運動性等類別，也依後面五項分設五個委員會，協調社團事務。
活動方面有由各社團或學生會舉辦的多項大型活動、社團內部的訓練、研討及社課與校外社區活動、地方及社會的服務及協助等，並由學生會及課外活動組提供活動補助款項。

### 志工隊

#### 親善志工隊
民國89年（2000年）在學務處的規劃下，為提升本校形象，強化正式場合接待，並發揮熱心、體貼親切的特質，推廣志工服務觀念，提供學生學習接待禮儀及導覽解說之機會，成立第一屆「逢甲大學親善服務志工隊」，並自民國91年起，交由公共關係室負責。民國94年隊名改為「親善志工隊 Congenial Volunteer Team 」。民國111年改制為「親善大使團 Congenial Ambassabor Association 」。成立至今已24年。並以「以禮走遍天下」的觀念推廣社會服務，期許每位加入的團員都能在各個方面對禮儀更加精進，除了承接校內活動外,也會協助公家機關、私人企業活動。

#### 國際志工服務隊
由逢甲大學學生事務處所辦理，目前由課外活動組及領導知能中心成立三支國際服務隊，分別為心田國際服務隊－泰北服務隊、東莞服務隊、蒙古服務隊。國際服務隊出隊時間為每年六、七、八月份，確切時間因每年服務地點及相關單位配合不同而有異。
| 服務隊名稱                 | 服務地點   | 出隊單位                         | 備註                                                         |
| -------------------------- | ---------- | -------------------------------- | ------------------------------------------------------------ |
| 心田國際服務隊－泰北服務隊 | 泰國清邁府 | 學生事務處課外活動組             | 泰北服務隊由課外活動組公開辦理徵選隊員，需具逢甲大學正式學籍 |
| 東莞服務隊                 | 中國廣東省 | 學生事務處領導知能與服務學習中心 |                                                              |
| 蒙古服務隊                 | 蒙古國     | 學生事務處領導知能與服務學習中心 | 隊員為領導知能與服務學習中心進階班課程成員                   |

## 國際評比與排名
- 2023英國高等教育調查中心（QS，Quacquarelli Symonds）「全球最佳大學」排行榜，逢甲獲評1201–1400名[10]
- 2023英國高等教育調查中心（QS，Quacquarelli Symonds）「亞洲最佳大學」排行榜，逢甲獲評271-280名[13]。
- 2023年QS世界大學排名-經濟學領域，逢甲大學名列501–530。[10]
- 2023年英國泰晤士報高等教育專刊（Times Higher Education, THE）全球大學排行榜，逢甲大學位居第1501+名。[12]
- 2023英國泰晤士報（THE）電腦科學學科（Computer Sience）世界大學排名，逢甲大學世界排名801+名。[12]
- 2020法國高等教育排行《Eduniversal》公布「全球最佳商學院」排名（Business Schools Ranking），逢甲大學商學院連續2年(2019-2020)獲國際機構「Eduniversal Selected」提名。
- 2017年3月，正式申請獲准加入CDIO國際合作組織，由史丹佛大學的設計思考（Stanford Design Thinking）為內涵的教學創新與課程架構，與國際合作夥伴學校共同開發和分享人才培育架構教學模式。[來源請求]
- 2012年5月英國泰晤士報高等教育專刊「2011-2012全球大學排名－全球百大潛力大學」，逢甲大學為全球排名第89名，與臺科大、元智及陽明等校名列前百大。
- 2010年5月中華民國高等教育評鑑中心公佈國內大學基本科學指標（Essential Science Indicators,ESI）學門排名(2010.05)，全國僅24校進入ESI學門排名，其中10所大學則僅進入1個學門，進入ESI排名即表示進入世界前1%。逢甲大學進入ESI全球排名之學門有以下兩門。

| 學門     | 論文數全球排名 | 被引用數全球排名 | 論文數亞洲排名 | 被引用數亞洲排名 |
| -------- | -------------- | ---------------- | -------------- | ---------------- |
| 材料科學 | 302            | 560              | 112            | 163              |
| 工程     | 348            | 367              | 106            | 86               |

- 2007年中國科學評價研究中心「2007年世界大學科學研競爭力排行榜」，逢甲大學與台大、成大等14校進入世界前1000大，全台第13，私大第2。
- 商學院「精算學程」通過 美國精算學會 VEE認證（Validation by Education Experience），台灣獲認證僅逢甲大學、台灣大學與政治大學三校獲得，且為全國唯一囊括精算三大領域之學術單位。
- 大中華地區第一所成立金融保險領域系所之大學－1963年銀行保險學系及1971年保險研究所
- 全世界第一所資訊處通過能力成熟度模型認證 CMMI-SW/SS ML3'的大學。

- 逢甲大學IDC（Internet Data Center,網路資料中心）通過ISO 27001國際驗證。
- 逢甲大學地理資訊系統GIS研究中心通過ISO 9001與能力成熟度模型認證 CMMI認證。
- 2010年8月1日(99學年度)資訊、水利及航太等三系進入中華工程教育學會(簡稱IEET)工程及科技國際教育認證第二週期審查，再次獲得認證通過。
- 2007年8月1日(96學年度)化工系、纖複系、光電系、電子系、電機系、自控系、通訊系
- 2006年8月1日(95學年度)建築系
- 2005年8月1日(94學年度)機電系、工工系、環科系、材料系、土木系、運管系
- 2004年8月1日(93學年度)航太系、水利系、資訊系
- 2004年8月起17工程學系陸續獲得認證

## 國內社會、企業評價
- 2022年遠見雜誌臺灣私立大學排行榜，逢甲大學排名第4，成為無醫學院中的私校中全國最佳。
- 2021年遠見雜誌年度辦學最佳大學，逢甲大學拿下全台私校榜首，更獲得超過20%的正副校長，評選為心目中私校辦學最佳第1名。
  - 遠見雜誌自2012年開始，進行首次「國內大學聲望調查」，邀請各大專校院正副校長，以「校長互評」方式，評比心目中「年度辦學最佳大學」。
- 2020年遠見雜誌台灣最佳大學排名結果出爐，逢甲大學近年朝向國際化接軌，且投入大學社會責任的實踐，名列全台私校排行榜第3名。
  - 此外，逢甲在「國際化程度」的評比為全台第2（僅次於台灣大學）。
- 2019年遠見雜誌臺灣最佳大學排行榜，逢甲在綜合類大學中位居全國第11。其中私校前5名中，逢甲是唯一一所無醫學相關科系卻仍入榜的大學。
- 2016年遠見雜誌針對上市、櫃公司進行在全國綜合排名評比「2016企業最愛大學生調查」，逢甲大學名列第8名，與政治大學同分並列。
  - Cheers雜誌「2016學校畢業生之企業好感度」，逢甲大學僅次於成大在全國評比第2名，私大第1名。
- 2015年Cheers雜誌「校長互評辦學績效進步卓越大學」，逢甲大學名列第1名。
  - Cheers雜誌「2000大企業最愛大學畢業生調查」，逢甲大學在綜合排名評比全國第11名，私大第2名。
  - 10月英國泰晤士報高等教育2015-2016全球大學排名，逢甲大學在全球排名658位，台灣排名第15位。
- 2014年Cheers雜誌「2000大企業最愛大學畢業生調查」，逢甲大學在綜合排名評比全國第9名，私大第2名。
- 2013年Cheers雜誌「3000大企業決策者最愛大學畢業生調查」，逢甲大學在綜合排名評比全國第9名，私大第2名。
- 2012年遠見雜誌與104人力銀行「全臺大學聲望調查」，在企業雇主最愛方面逢甲大學與臺科大、淡江、輔大名列全國前10。
  - 2月Cheers雜誌「3000大企業決策者最愛的大學畢業生」，逢甲大學在全國排名第9，私大排名第2。
  - 4月遠見雜誌「學術同儕聲望調查」，逢甲大學在全國排名第16，工程資電學科領域第12，商管財經學科領域第14。
- 2011年Cheers雜誌「1000大企業人才策略與最愛大學生調查」，逢甲大學在全國綜合第10，私大排名第2。
- 2009年西班牙網路計量研究中心「世界大學網路排名」，逢甲大學於世界排名第402名，台灣排名第13名。
  - 1111人力銀行公佈2008企業最愛大專院校，逢甲大學獲私大第3，僅次於淡江、輔仁。
  - 5月遠見雜誌與104人力銀行「企業最愛千里馬－大學生評價調查」，逢甲大學為全國前10，私大前3。
  - 天下雜誌及Cheers雜誌調查千大企業最愛大學生之近五年內統計，逢甲大學皆為全國綜合前10名。
- 2008年Cheers雜誌「1000大企業人才策略與最愛大學生調查」，逢甲大學在全國綜合第10，私大排名第2，獲金融業評比第4名。
- 2007年遠見雜誌《大學入學指南》企業主管評價，逢甲大學全國排名第10，中區第1。
- 2006年「金融類別企業最愛大學生」，逢甲大學於綜合排名第5，私立大學排名第2。

### 國際級成就
- 國內唯一一所加入「CDIO國際合作組織成員」的學校。
  - 2004年，美國麻省理工學院（MIT）為解決學用落差問題，發展出這套創新教學模式：CDIO分別意指「Conceive（構思）」「Design（設計）」「Implement（實施）」和「Operate（操作）」，師生透過確認問題、設計解決方案、付諸實行確認可行性，最後進行修正與優化，以專題式課程練習理論與實踐，鍛鍊「不只知道，更能做到」的工程人才。
- 獲得AACSB國際商管學院促進協會認證（國內有40所管理學院成為會員，但僅有27校取得認證，逢甲商學院於2014年獲得。全球商學院中，只有5%能通過AACSB認證。）
- 獲得Apple 認證，成立全台灣唯一的Apple RTC區域教育培訓中心（Apple Regional Training Center）。
- 資電學院成功研發全世界第一套光敏式車道偏離警報系統LDWS。
- 建構世界第一座高速率暗發酵產氫模廠系統。
- 世界首創物理方法結合非化學液相剝離法之石墨烯技術，製造單層石墨烯片。

### 國家級成果
- 2021年中華民國教育部獎勵110學年度私校大學校院校務發展計畫補助，逢甲大學獲1億5867萬元獎助，蟬聯全國第1位。
- 2020年中華民國教育部獎勵109學年度私校大學校院校務發展計畫補助，逢甲大學獲1億5971萬元獎助，為全國第1位。
- 2016年中華民國國家圖書館頒發「最佳學術典藏獎」、「最佳學術傳播獎」、「最佳學術分享獎」等三大獎項，逢甲大學為私立大學組第1名。
- 2015年2月3日，七度獲得教育部獎勵大學『教學卓越計畫』全國第1，獲8千萬元經費獎助。
- 2013年2月6日，繼2010年後，第五度獲得教育部年度『教學卓越計畫』，全國最高額度3億6,000萬元經費獎助學校。
  - 教育部「101年度大學校院辦理跨領域學位及學分學程補助計畫」，逢甲大學獲得最高4項方案補助，其次成大、清大及大葉等校各獲補助3項方案。
- 2012年，獲得教育部年度『101年度獎勵私立大學校院校務發展計畫』獎勵，並為最高計畫核定總金額獎助學校。
- 2011年，五度獲得教育部年度『教學卓越計畫』全國第3經費額度獎助學校。
- 2010年，四度獲得教育部年度『教學卓越計畫』最高額獎助學校，連續四年全國第1。
- 2009年，教育部97年度下半年大學系所評鑑，逢甲大學與高醫大受評系所全數通過，為全國公私立大學首例。
  - 國科會97年度「績優技術移轉中心獎」，逢甲大學再度獲獎，與臺科大、中興名列前3名，為私大唯一獲獎。
  - 教育部產學合作績效激勵計畫獎助重點學校為逢甲大學與清大、交大、成大、台科大、中興等6所大學。
  - 教育部「97年度激勵大專校院產學合作績效方案三年計畫」審核結果，逢甲大學、交大、清大、成大、興大、台科大等六校通過審核，全國唯一獲獎之私立大學。
- 2008年，教育部高教司統計，逢甲大學是學生滿意度評比最高的大學。
- 2007年5月，舉辦「中部區域教學資源中心指導委員會」會議，以中部地區教學資源中心與夥伴學校開啟合作，包括中興、東海、中國醫大等13所大學，發揮區域校際間資源共享之實質效應，共同提昇整體高等教育教學品質。
- 2007年，教育部九十六年度『大學教學卓越計畫』，獲得一億一千八百多萬元最高補助，蟬連全國第1。
- 2005年，教育部選定為「中部區域教學資源中心」。
- 資策會與逢甲大學共同成立「中部資訊服務中心」。

### 校際及政府企業合作交流
- 2004年12月24日，由劉校長與台積電魏哲家副總經理代表雙方共同主持合作簽約儀式。台積電協定結合本校的理、工、資電等教學資源，共同合作培育半導體製造人才，並促進產業合作的創新發展。
- 2005年12月15日，與香港城市大學及亞太區48所大學院校、美國OCLC副總裁啟動－亞太區資料最齊備、最大型的西文電子書平台，組成學術資源倍增行動方案聯盟。
- 2006年1月17日，通過 CMMI-SW/SS ML3評鑑，為全世界第一個通過 CMMI-SW/SS 成熟度第三級的學校單位，是國內繼資策會、凌群電腦等單位之後，第六個通過CMMI成熟度第三級的單位。
- 2006年4月19日，與美商甲骨文公司攜手合作，提供甲骨文專業認證計畫（Oracle Certification Program；OCP）中的10g OCA課程（Oracle Certified Associate；OCA）給該校學生。
- 2007年1月16日，建築學係為繼水利、通訊與航太之後第10位通過中華工程教育學會IEET認證的學系，為全國第一個建築學系通過IEET認證之單位。
- 2007年7月，暑期菁英專業實習，前往義大利、新加坡、上海、美國參加暑期實習，其中與美國矽谷「TelTel公司」合作，進行網路電話技術與應用之實習。
- 2007年10月，精算認證課程，通過美國精算學會VEE認證，全台獲得認證學校僅逢甲大學及台灣大學兩所，取得囊括三大領域，共有9種課程組合的認證資格。
- 2011年3月2日，與國立交通大學、國立台北科技大學、銘傳大學、中華大學等5所育成中心及台灣中華創業育成協會，與中國北京、天津、上海等8所國際企業，構建兩岸三地共同育成資訊數據共享平台。
- 2011年10月26日，台中市政府副市長、國科會中科管理局長楊文科及逢甲大學校長張保隆在逢甲大學中科校區與俄羅斯托木斯克州政府再續簽「臺俄六方產學育成暨人才培育合作合約」。
- 2012年1月13日，鴻海科技集團與逢甲大學等7所大專院校簽訂合作意向書並在台中科學園區舉辦「鴻海科技集團大台中鴻海集團策略結盟與就業博覽會」。
- 2012年1月18日，材料科學與工程學系及柯澤豪博士研發「高階傷口敷料及燒燙傷用貼布」，校方並技術移轉「PAN系活性碳纖維製品之製造方法」、「載銀活性碳纖維製品之製造方法」及「抗微生物組合物及傷口覆蓋物」給科云生醫科技。
- 2013年1月3日，與臺灣港務公司簽訂產學合作協議書，雙方議定由港務公司負責人才培育相關事宜，舉辦港埠經營講座，為該公司培訓儲備幹部，提供學生菁英實習的工作。
- 2015年3月18日，與賽仕軟體、一通科技與碁峰資訊締結產學聯盟，引進SAS Visual Analytics（SAS VA）視覺化分析平台，推動人才培育、建置中區大數據(big data)資料分析示範中心及推動大數據資料相關學程三大面向。
- 2015年12月，與臺中市政府、德國紐倫堡大學、德國Fraunhofer Institute研究機構及中衛發展中心共同創設「工業4.0的創新創業平台」，透過製造業者、消費者及創業者共同參與，結合跨領域專業技術、產業知識和創造力，發展出具有台灣特色的「JOSEPHS® TAIWAN」創新創業場域。
- 2017年9月2日，與泰科電子（TE Connectivity, Ltd.）舉辦專業實習合作簽約儀式，由李秉乾校長與泰科電子副總裁－逢甲材料工程系校友魯異博士，共同簽署專業實習合作意向書，提供學生跨國實習的機會。數位光學中心何主亮主任、材料系陳錦毅系主任、英業達公司邱文諒副總經理等共同出席見證。
- 2017年11月13日，美國愛達荷州產業訪問團訪臺，並簽署3項合作備忘錄，搭建起臺美產業人才交流的平臺，其中美光公司與逢甲大學簽署「打造臺灣智慧製造人才培育備忘錄」，就人工智慧（AI）、大數據運用於智慧製造展開育才合作，提升資料科學的發展。
- 2019年1月8日，Google於逢甲大學設置「Google數位學程中部實體課程據點」，由Google專業講師面對面授課，並也特別針對教師開設教師研習營，讓所獲得的數位知識返回課堂上授予學生，預計1年內在臺灣訓練5萬名數位行銷人才。
- 2020年9月29日，凱基銀行與逢甲大學簽訂產學聯盟合作，雙方承諾將於金融人才培育、數位科技交流等兩大領域進行產學合作。
- 2020年10月5日，逢甲大學、中國醫藥大學及台灣亞洲大學三校共同簽訂合作備忘錄，跨校合作包含智慧商業、智慧醫療、智慧投資、社會企業4大領域協作，培育學生智慧科技與智慧商業跨領域應用能力。
  - 三校將聯合舉辦第一屆「強強聯手-永續智創黑客松競賽」，預計將有中部地區大專院校數十隊隊伍參賽，以永續商業創新發展為主軸，在聯合國17項永續發展目標SDG (Sustainable Development Goals)宗旨下，進行智慧商業、智慧醫療、智慧投資、以及社會企業等議題競賽。
- 2021年4月9日，與帆宣系統科技簽署合作備忘錄，將共同推動「5G+智慧城市發展計畫Smart City 5G+ Initiatives」，打造亞太首座全應用型5G專網全功能實驗場域，組建具備系統整合與建造能力的智慧城市國家隊，整合5G專網與智慧城市設備、規劃設計等人才。
- 2021年5月3日，與IC晶圓測試廠欣銓科技簽訂產學合作先導計畫協議書，培育5G、智慧物聯網、人工智慧、高速運算與車用電子等相關人才。並捐贈儀器設備、技術交流與產學專案、在職進修培育、校外實習及學生獎學金，提升高頻電子技術教學與研究。
- 2022年7月13日，與格斯科技股份有限公司簽署合作備忘錄，正式啟用全臺灣第一台可面分析成像的X光光電子能譜儀(X-ray photoelectron spectroscopy，簡稱XPS)，強化校內大工學系的整合。

## 校園景色

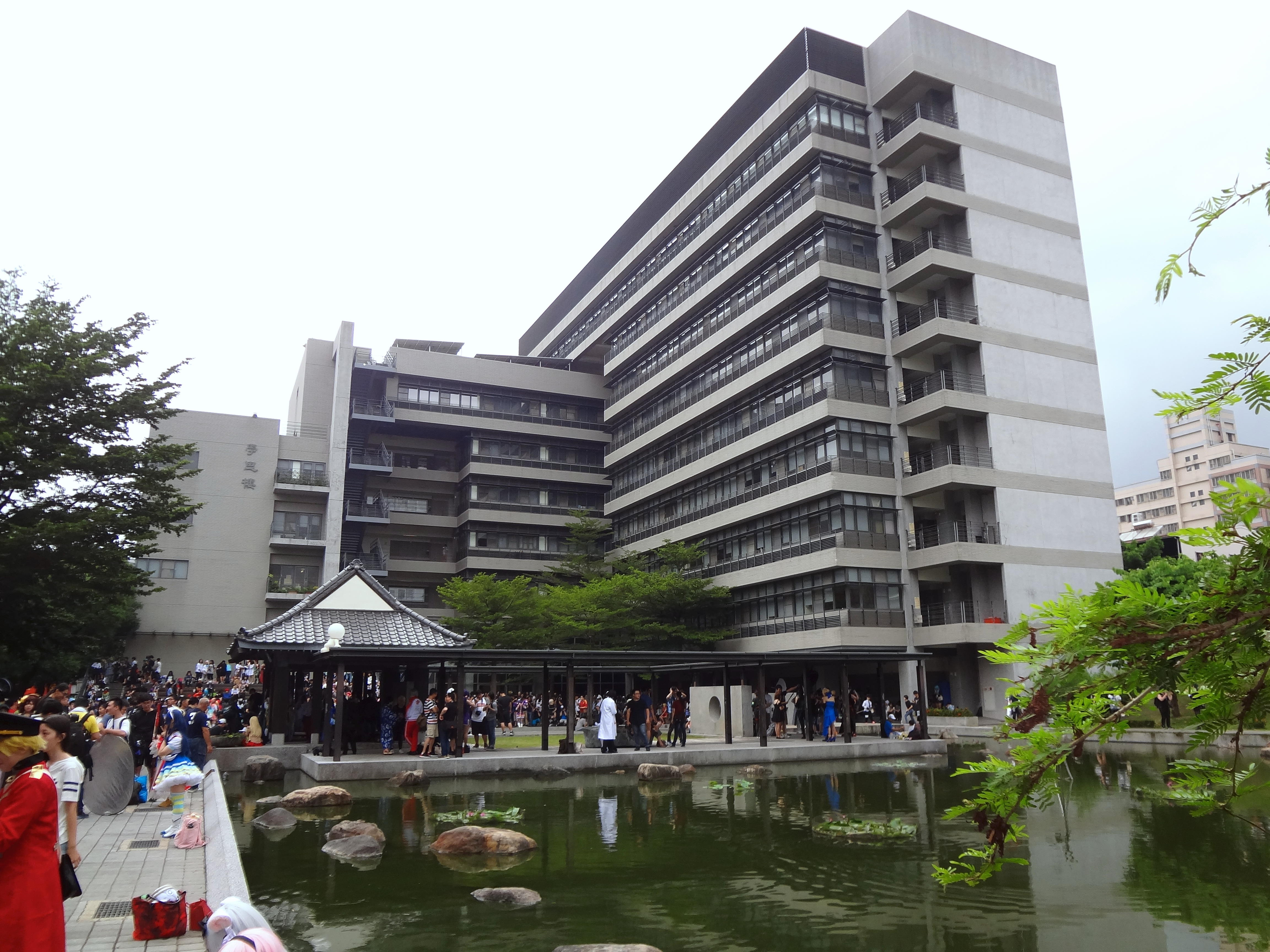
學思樓
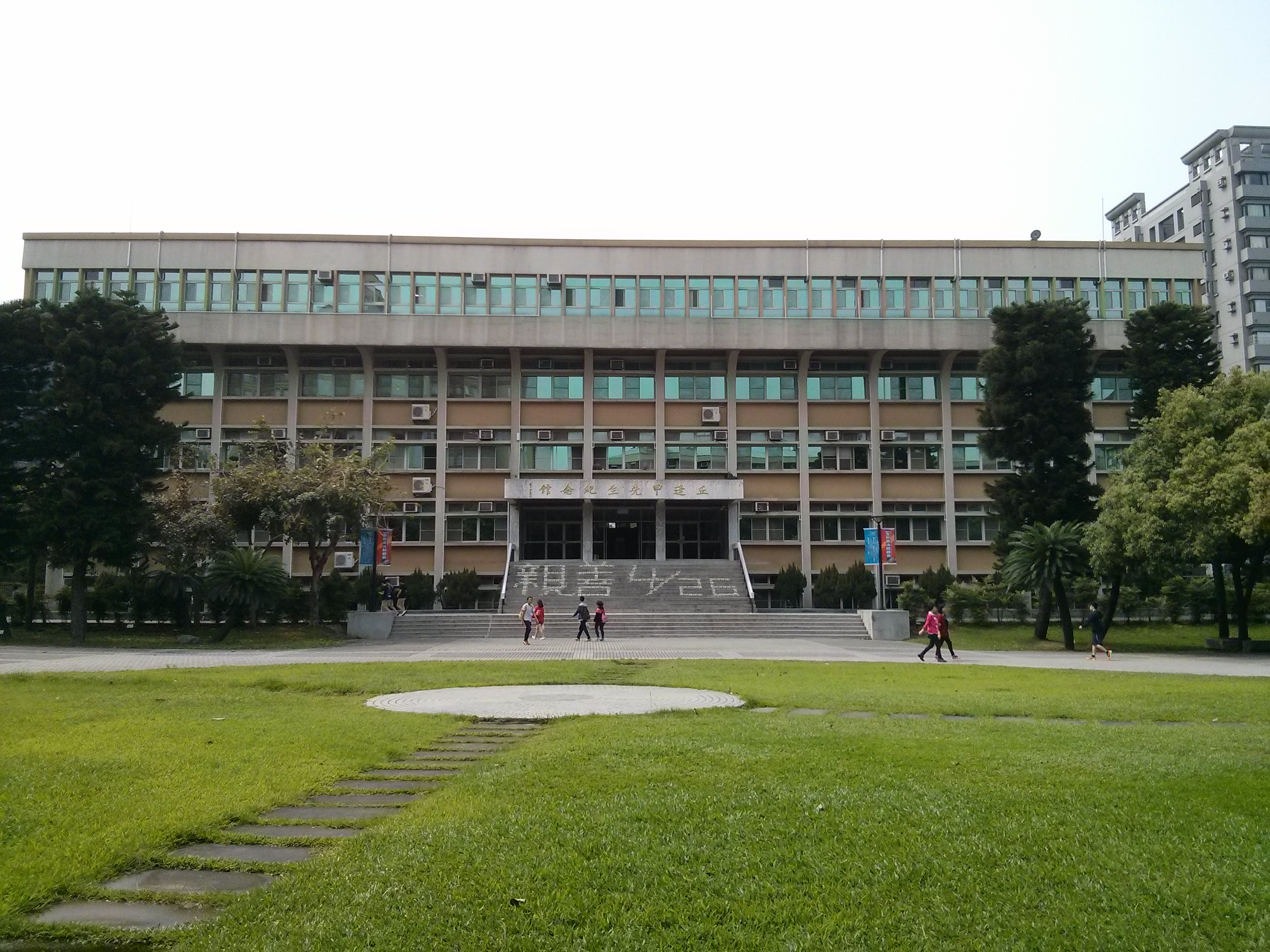
丘逢甲先生紀念館
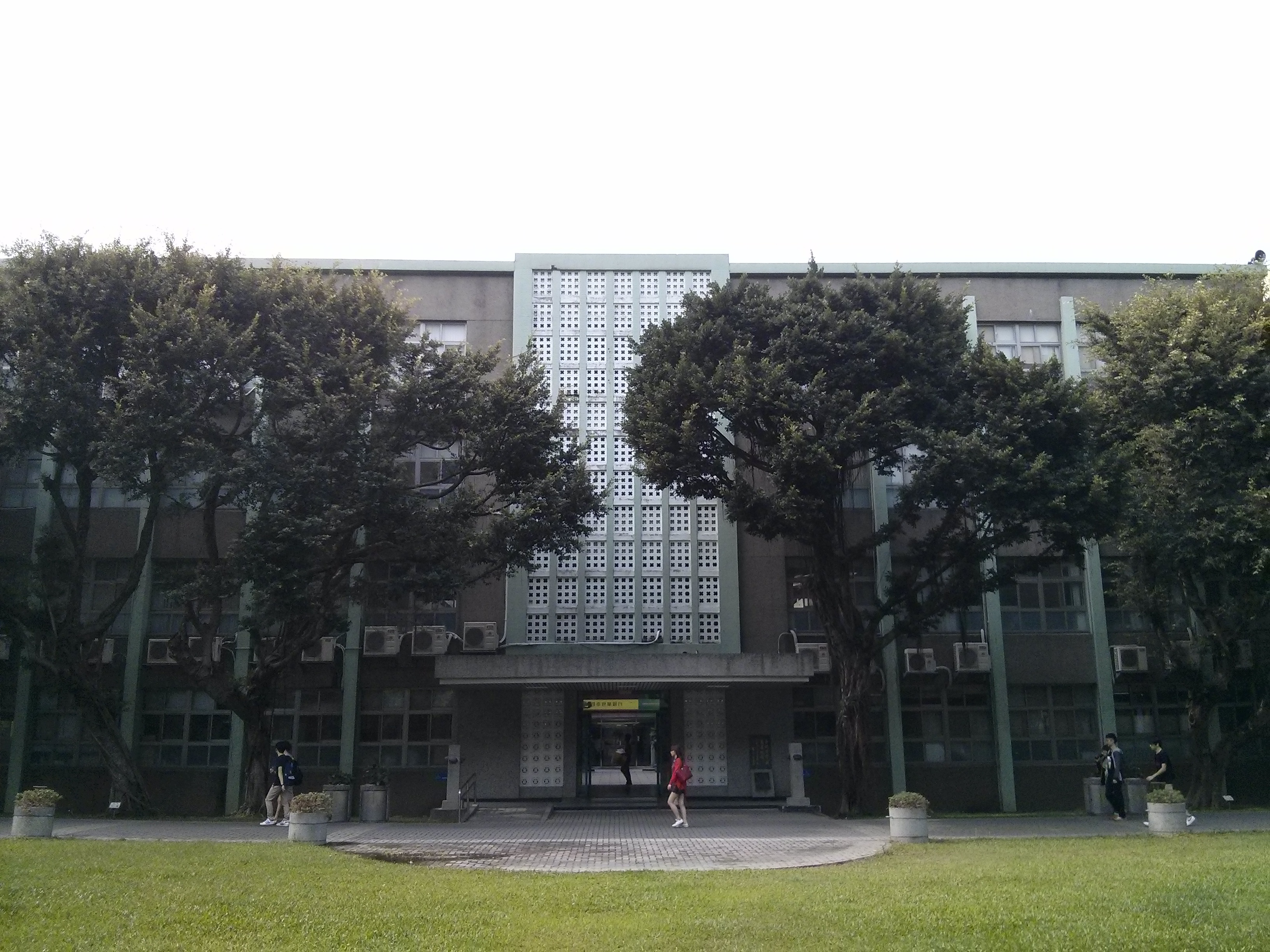
行政二館
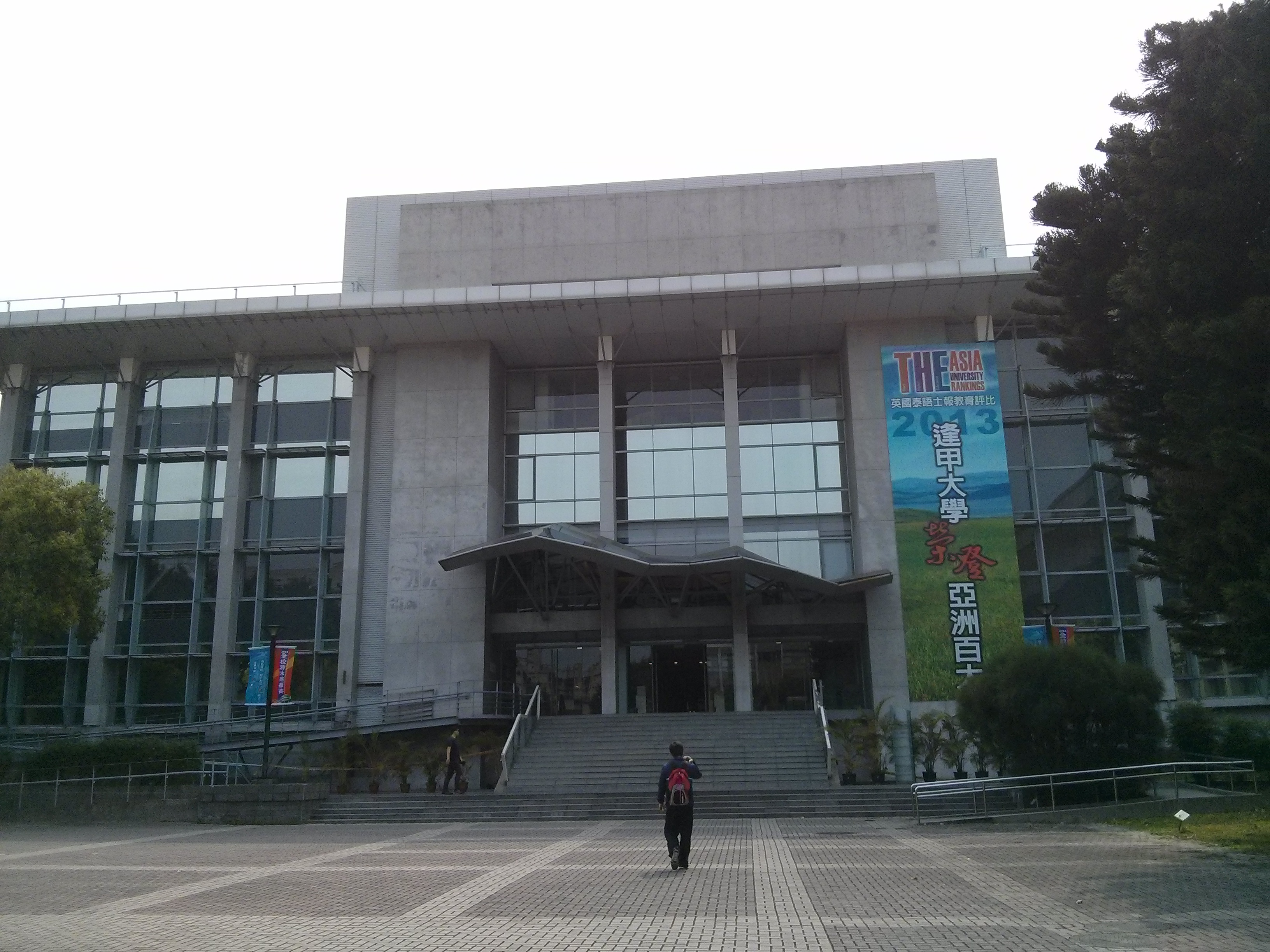
圖書館
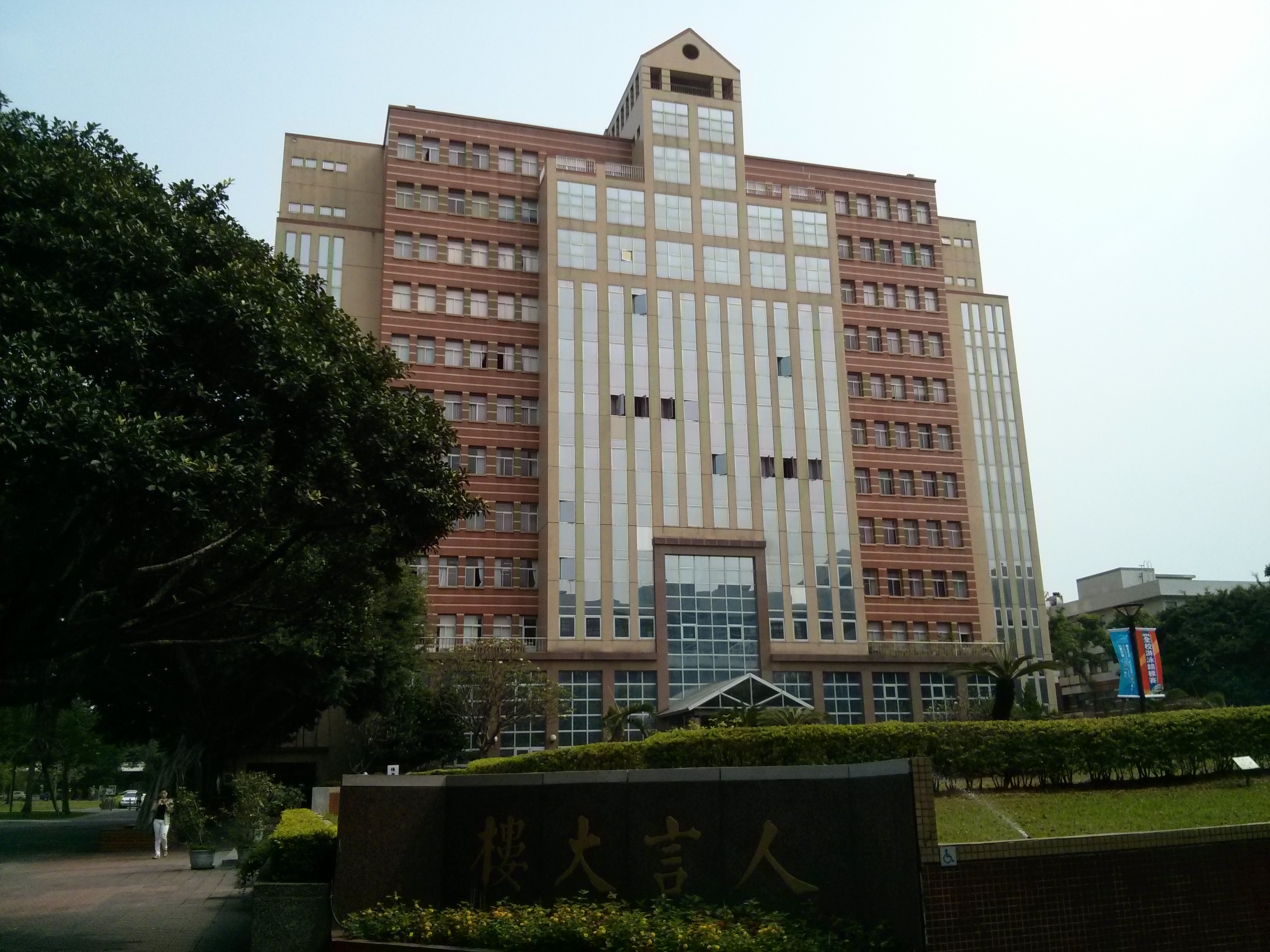
人言大樓
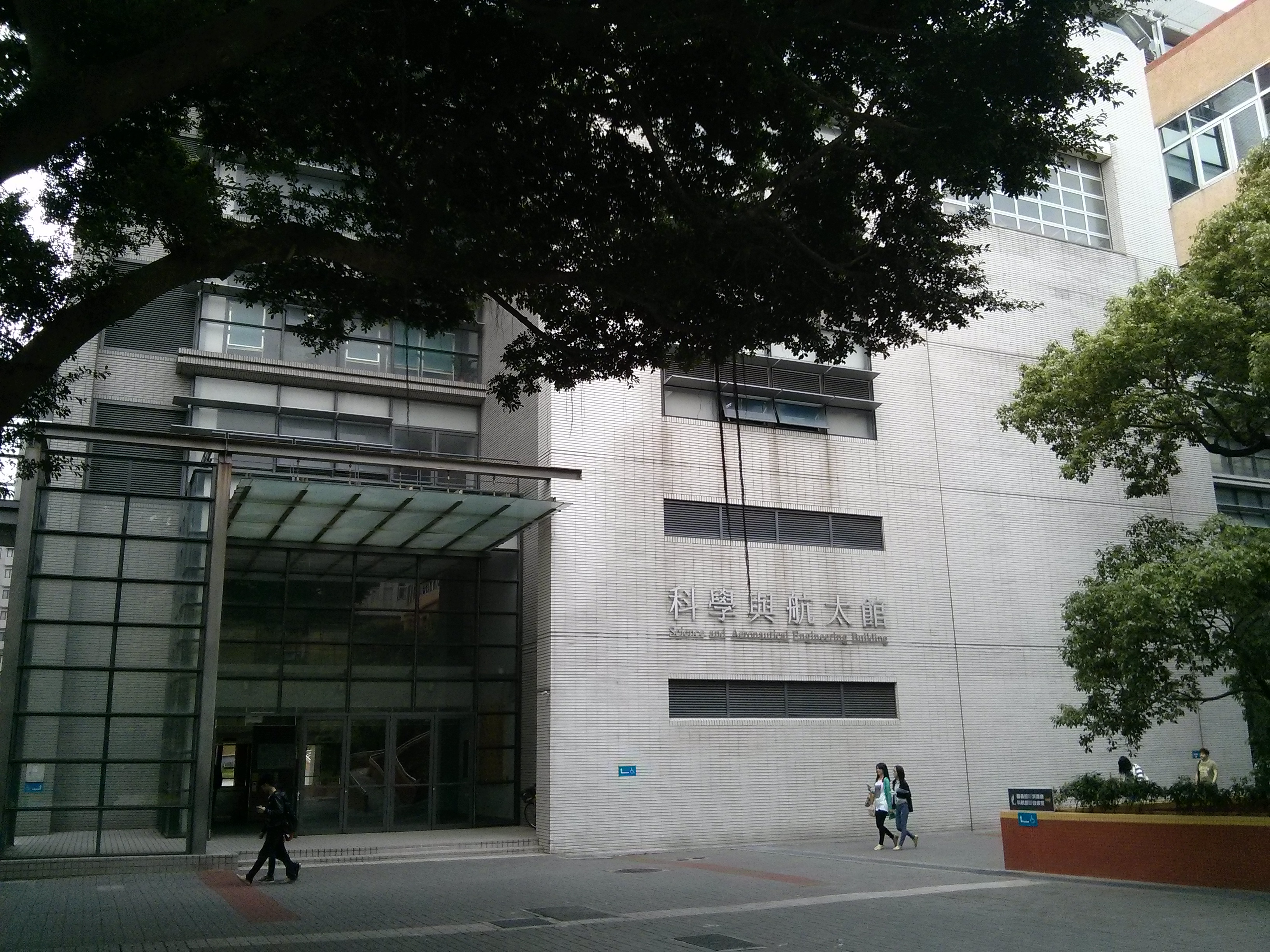
科學與航太館
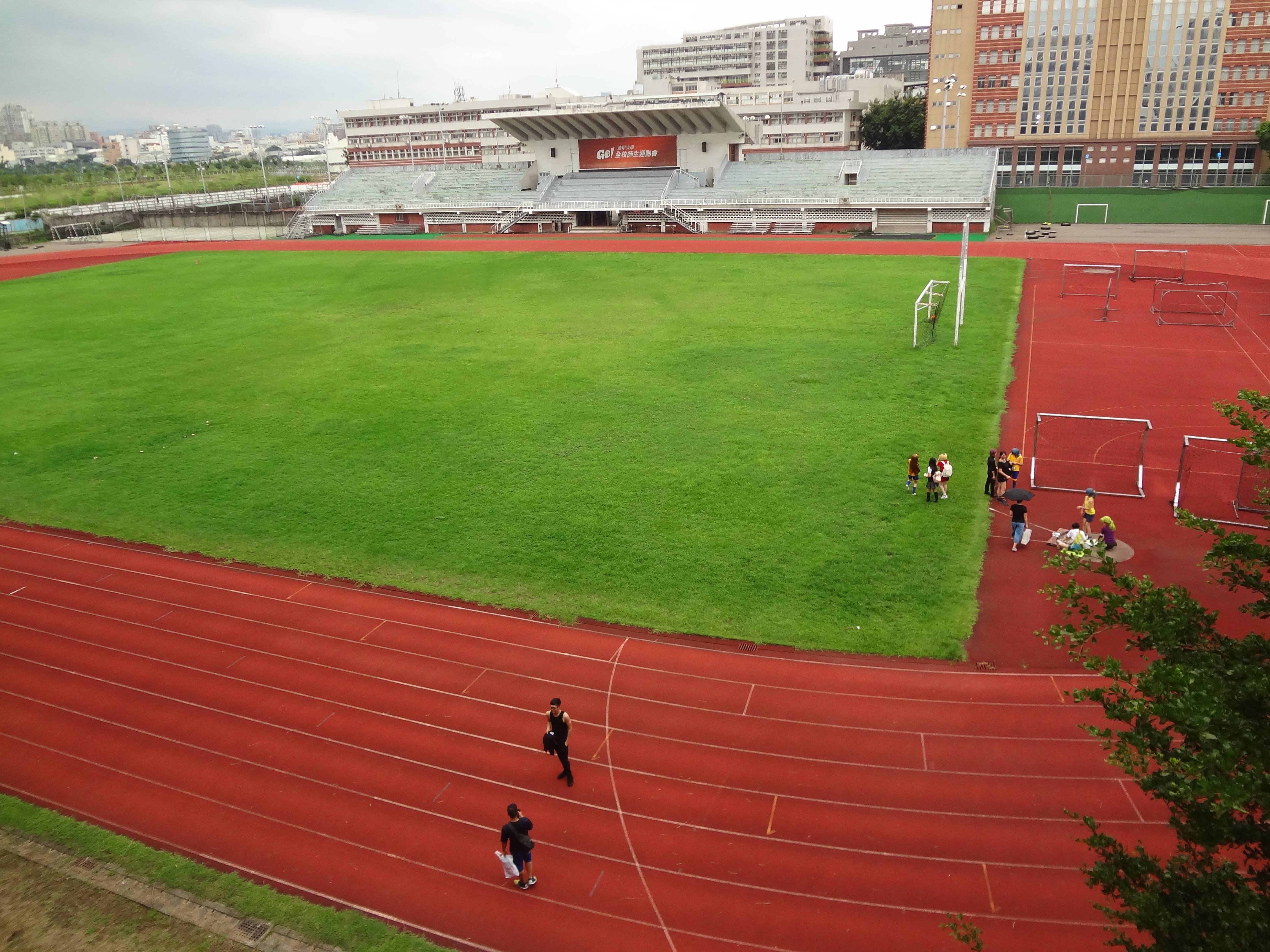
綜合體育場
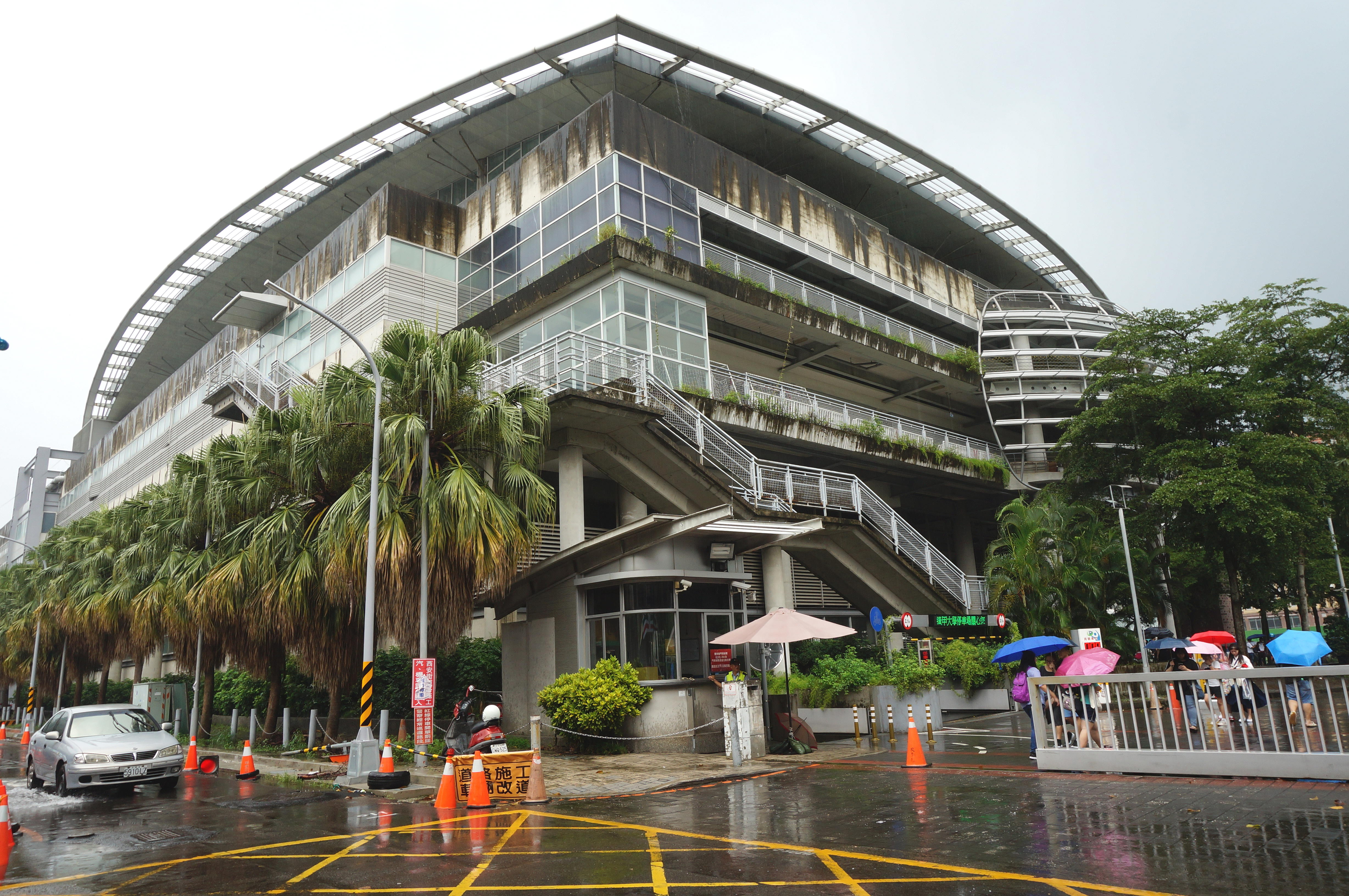
逢甲大學體育館

## 人物

### 名譽學位
- 廖祿立[14][15]
- Dang Kim Vui[16]
- 隈研吾[17]

## 外部連結
- 逢甲大學 （页面存档备份，存于）
- 逢甲大學的Facebook專頁
- 逢甲大學實習商店
- FCUnique
- 逢甲大學學生會Facebook